# 慶應義塾圖書館舊館

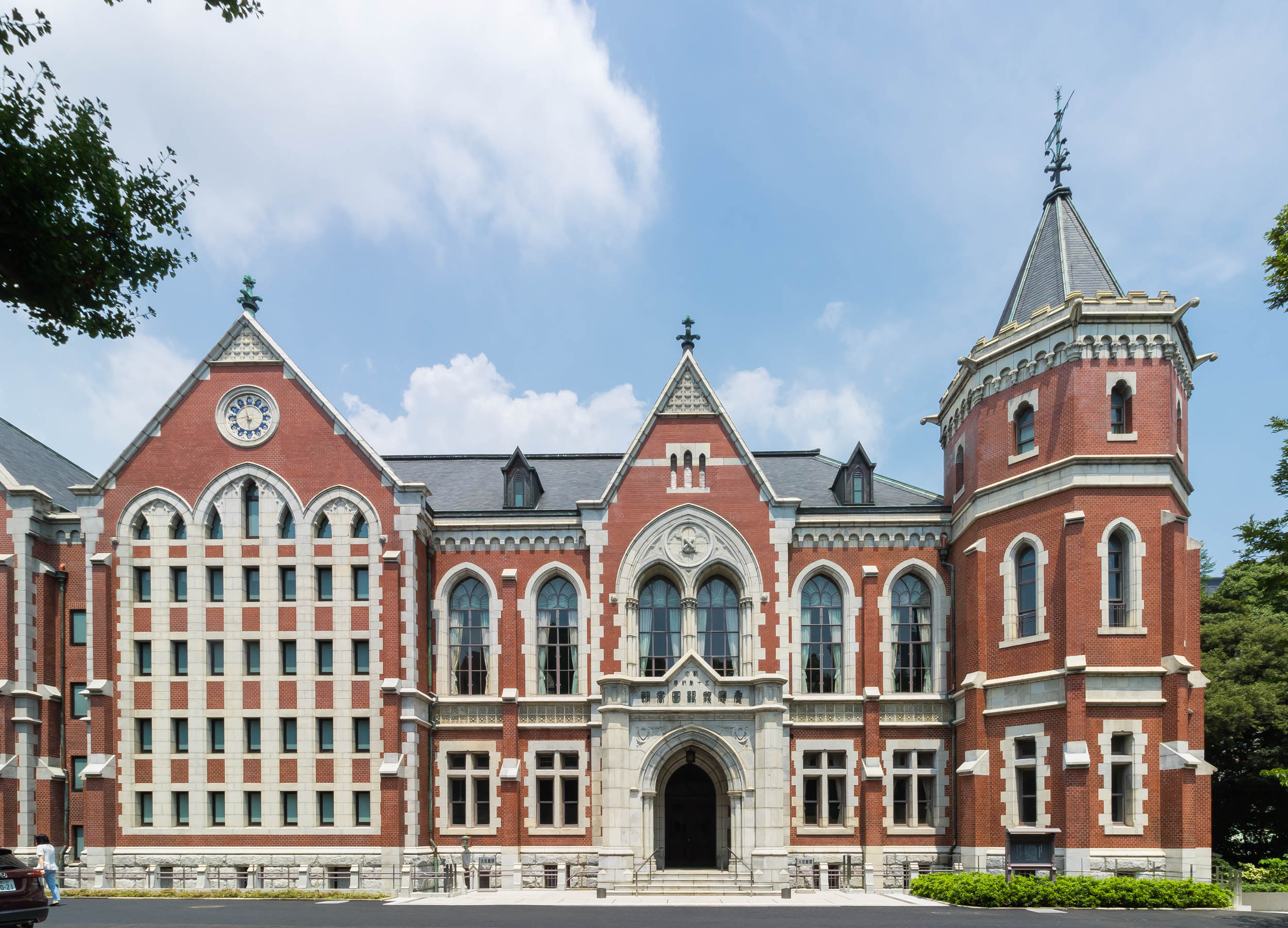
慶應義塾圖書館舊館

慶應義塾圖書館舊館（日语：／ Keiō gijuku toshokan kyūkan */?）是慶應義塾大學三田校區的一座大學图书馆，和三田演説館並列為慶應義塾大學的象徵性建築之一。

## 历史
圖書館是1907年慶應義塾設立50周年紀念活動的一部分，在1908年開始興建並在1912年竣工。該建築在1969年被認定為是日本的重要文化財，自2015年開始進行翻新工程。

## 脚注
1. ↑  .   [2017-12-20]. （原始内容存档于2017-12-22）.